# Bandeira de São Luís (Maranhão)
A bandeira de São Luís é um dos símbolos oficiais da capital do estado do Maranhão. Seu desenho consiste em um retângulo amarelo em cujo centro está o brasão municipal.
A bandeira, assim como o brasão, foi instituída pelo Decreto Municipal nº 13 publicado no Diário Oficial do Estado em 28 de junho de 1927 e republicado em 2 de julho de 1927 devido a incorreções. O estudo para sua confecção foi efetuado pelo Instituto de História e Geographia do Maranhão, liderado pelo Professor Antônio Lopes da Cunha, membro da Academia Maranhense de Letras..